# Deinbollia unijuga
Espèce
Deinboliia unijuga est une espèce d'arbuste à fleurs blanches, endémique du Cameroun. Cet arbuste fait partie de la famille des Sapindaceae.

## Description
Deinbollia unijuga est un arbuste, haut de 3 m au plus, bien que généralement il ne fasse pas plus d'1 m.
En général il n'a pas de branches, quelques feuilles seulement regroupées au bout des branches éventuelles. Ses feuilles sont vertes, avec des pétioles de 1-4 cm de long, et deviennent grisâtres quand elles vieillissent. Les fleurs apparaissent sur les côtés, au milieu des feuilles; Sa panicule est solide, d'environ 6 cm avec quelques branches latérales courtes.

## Répartition et habitat
On peut trouver cet arbuste seulement au Cameroun d'où il est endémique. 
Plus précisément, il est originaire et présent dans la région du parc national de Korup, au Sud-Ouest du Cameroun .
Deinbollia unijuga est présent en forêt ou dans la brousse .

## Conservation
Cette espèce est rare .